# Oratorio di San Giorgio (Fidenza)
L'oratorio di San Giorgio è un luogo di culto cattolico sconsacrato dalle forme gotiche, situato in piazzetta Stanislao Omati a Fidenza, in provincia di Parma e diocesi di Fidenza.

## Storia
L'oratorio fu innalzato nel 1314 per volere del marchese Guglielmo Pallavicino di Scipione, con un piccolo ospedale annesso destinato a carcerati e disertori; sorgeva in origine lungo la via Francigena e costituiva col vicino duomo uno dei luoghi visitati dai pellegrini diretti verso Roma.
La chiesa fu restaurata nella zona absidale nel 1443 su progetto dell'architetto Bernardo Isabelli ed arricchita di beni nel secolo successivo dal marchese Tommaso Pallavicino.
Nel 1575 la facciata fu abbattuta per consentire la costruzione delle mura cittadine, volute dal duca Ottavio Farnese; nello stesso anno la confraternita della Santissima Trinità iniziò a utilizzare per le proprie funzioni la piccola chiesa, che acquistò nel 1582.
In seguito alla demolizione delle fortificazioni ordinata nel 1603 dal re di Spagna Filippo III, nel 1617 la chiesa fu completamente ristrutturata e ruotata di 180°: la vecchia abside fu trasformata in portico d'ingresso, fu innalzato un nuovo presbiterio absidato ad ovest e furono edificate quattro cappelle laterali, intitolate sul lato sud alla Madonna della Mercede e a sant'Agata e sul lato nord a santa Maria Maddalena e a san Filippo Neri.
Nel 1769 i decreti ducali stabilirono la chiusura del piccolo ospedale di San Giorgio, che fu trasformato in teatro.
A causa della soppressione napoleonica degli ordini religiosi del 1805, la chiesa fu chiusa e tutti i suoi beni furono confiscati. La confraternita della Santissima Trinità vi rientrò solo successivamente, prima del suo scioglimento definitivo nel 1902; in seguito il luogo di culto fu sconsacrato e adibito a magazzino.
Durante la seconda guerra mondiale l'edificio fu gravemente danneggiato dai bombardamenti alleati del 1944 e cadde in profondo degrado diventando deposito di materiali edili. Nel 1969 la sezione di Fidenza dell'associazione Italia Nostra ne avviò un significativo restauro, che riportò alla luce l'affresco medievale sulla parete della torre campanaria, in seguito rimosso, e le tracce dell'antico abside; furono inoltre abbattute le deteriorate cappelle laterali aggiunte nel XVII secolo.
Nel 1985 fu traslato nell'ex oratorio, utilizzato all'epoca come deposito, il sarcofago in pietra che in origine conteneva i resti di san Donnino, risalente al III secolo, rimosso dall'altare del duomo.
Nel 2002 l'edificio fu completamente restaurato ed adibito a spazio espositivo su progetto degli architetti Franco e Angelo Pattini, grazie ad un finanziamento della Fondazione Cariparma.

## Descrizione

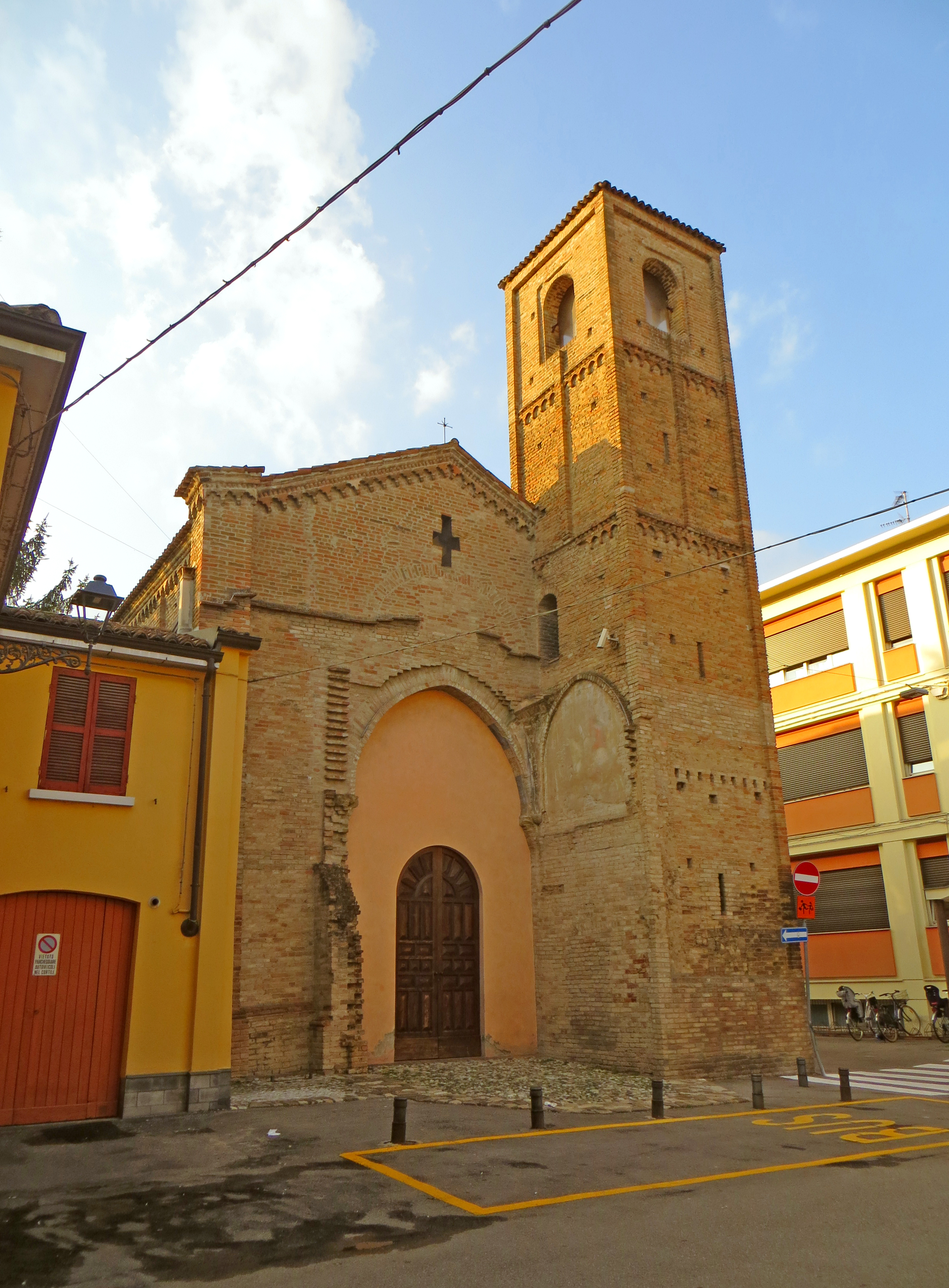
Facciata

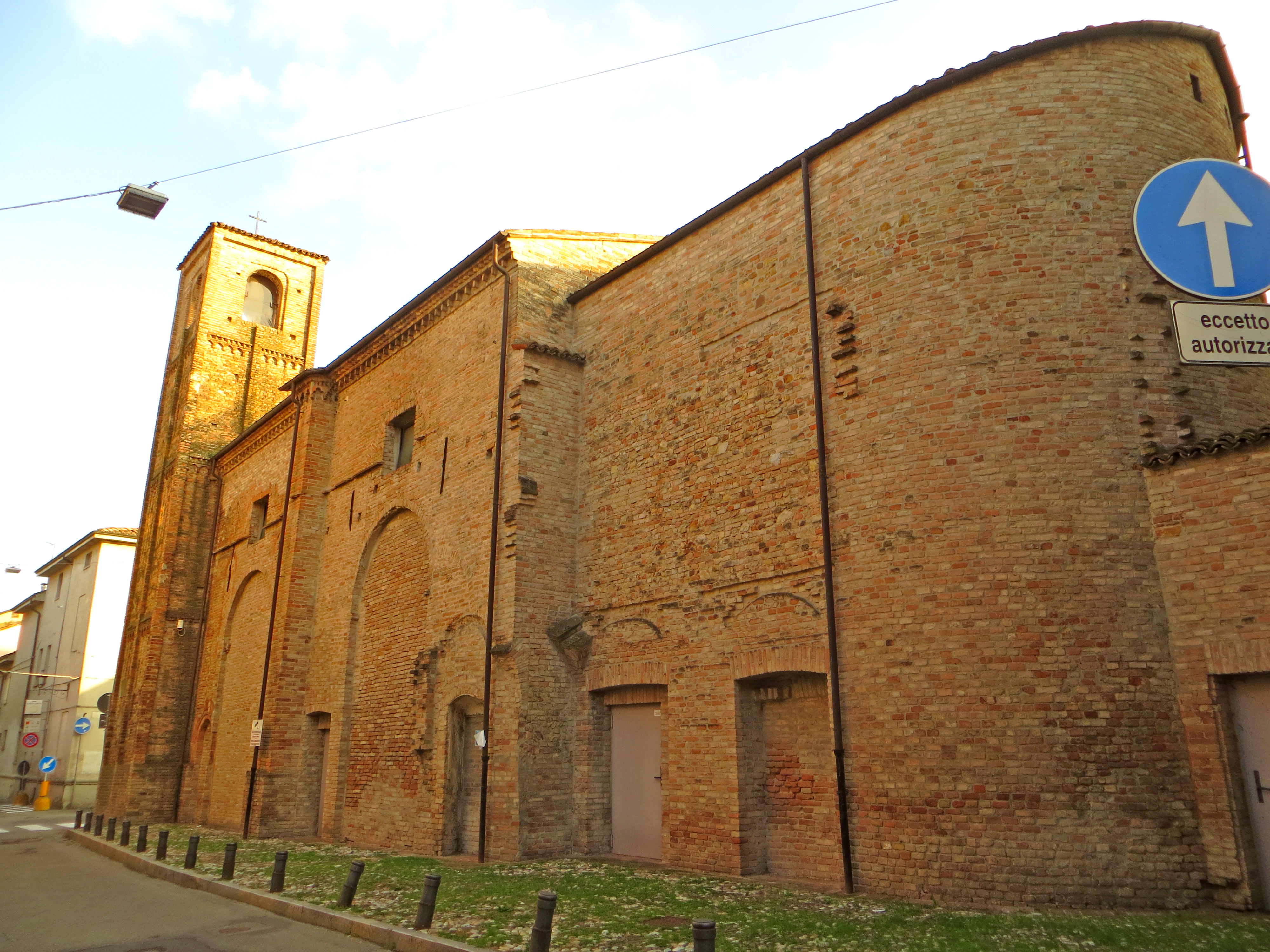
Lato nord

L'edificio si sviluppa su un'unica navata, con facciata ad est e lungo presbiterio absidato ad ovest.
La facciata a capanna in laterizio, preceduta da un piccolo sagrato che evidenzia il tracciato dell'originaria abside, mostra marcatamente le tracce del suo abbattimento: al centro è collocato il portale d'ingresso ad arco a tutto sesto, all'interno del muro intonacato che tampona l'originario arco ogivale del presbiterio, di cui si scorgono anche gli antichi capitelli di imposta; superiormente si apre una piccola finestra a forma di croce, mentre a coronamento corre un motivo a denti di sega realizzato in laterizio; sulla destra si innalza in aggetto la torre campanaria, sulla cui parete adiacente all'accesso è ancora visibile all'interno di un arco ogivale la sinopia dell'affresco medievale raffigurante San Giorgio e il drago; il dipinto del 1371, rimosso nel 1969 e oggi conservato nel museo del Duomo di Fidenza, è considerato una delle più alte espressioni della poetica padana del tardo gotico. Il campanile in mattoni, incompleto in quanto mancante della porzione sommitale, è decorato con paraste sugli spigoli e con fasce orizzontali ad archetti intrecciati, mentre la cella campanaria si apre sui quattro lati con semplici monofore ad arco a tutto sesto.
La parete destra su via Affanni, decorata in sommità con un elegante motivo a denti di sega realizzato in laterizio, evidenzia con due ampie nicchie ad arco a tutto sesto le tracce delle cappelle innalzate agli inizi del XVII secolo ed abbattute nel XX; al di sopra si aprono due piccole finestre quadrate, prive di ornamenti.
All'interno la navata, coperta da una volta a botte, è interamente intonacata e decorata con una cornice che corre lungo le pareti proseguendo anche nella zona presbiteriale; vi è collocato dal 1985 l'antico sarcofago in pietra di san Donnino.